# Vllahinë
Vllahinë, Vllahina – miejscowość w południowo-zachodniej części Albanii, w okręgu Wlora, w obwodzie o tej samej nazwie.